# شمعون حنا حيدو
شمعون حنا حيدو (بالسريانية: ܣܘܪܝܝܐ شَمعُون حَنّا حَيدُو) (1870 - 1937) هو مقاتل سرياني آرامي، اشتهر كأحد أهم المقاتلين الآراميين السريان في طور عبدين في القسم الشمالي السوري الخاضع للحكم العثماني في نهاية القرن الثامن عشر وبداية القرن التاسع عشر. حيث قاتل العشائر الكردية والجيش العثماني في بلدات وقرى طور عبدين وخصوصاً في قرية باسبرينيه التي مات فيها.